# 山岳民族 (タイ)
タイ王国において、山岳民族（さんがくみんぞく、タイ語: ชาวดอย, ชาวเขา, [tɕʰāːw.dɔ̄ːj, tɕʰāːw.kʰǎw]； 北タイ語: จาวดอย, คนดอย, [t͡ɕāːw.dɔ̄ːj, xōn.dɔ̄ːj]）は、北部及び西部の山地に住む様々な民族集団を包括した呼称として用いられている。
アカやフモンのような非タイ系民族が、中国西南部・ミャンマー・ラオスからタイに移住し始めたのは、20世紀初頭頃のことである。1959年にタイ内務省に山岳民族福祉委員会が設置された際、「山岳民族」と認定されたのは、アカ・フモン・イウミエン・ティン・カレン・クム・ラフ・リス・ルアの9民族である。これら9民族にシャン・カチン・パラウン・ムラブリを加えた集団の2004年時点の人口は、1,034,351人と推計されている。
山岳民族の伝統的な生活様式は、焼畑農業による自給自足を主としたもので、定住地は持たず、資源が尽きる度に新たな土地へと移住する暮らしを送っていた。しかし、焼畑が環境破壊をもたらすという俗信や、国境地帯の安全保障に対する懸念、人口問題などを背景に、タイ政府は山岳民族の強制的な定住化を推し進めた。山岳民族の人々はかつて換金作物としてアヘンを生産していたが、当局によるケシ栽培の規制後は、観光も重要な収入源となった。

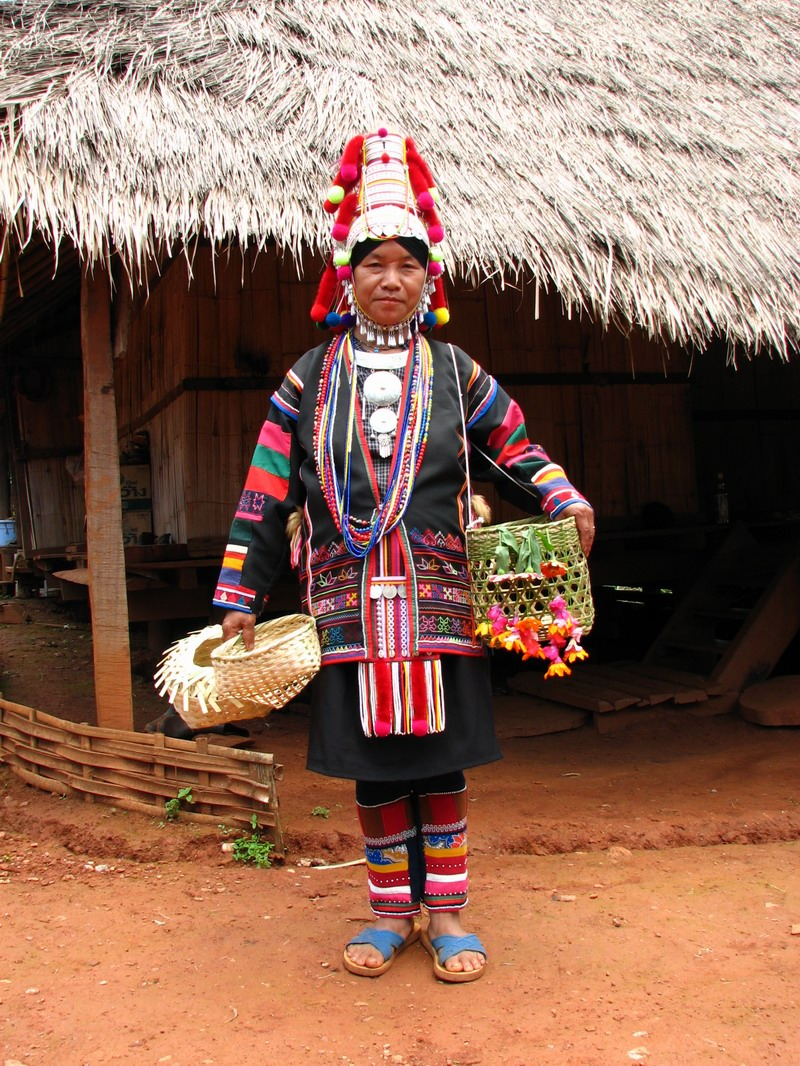
伝統衣装を着たアカの女性、タイ北部にて

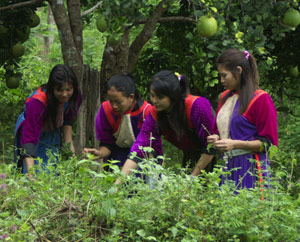
リスの女性たち, タイ北部にて

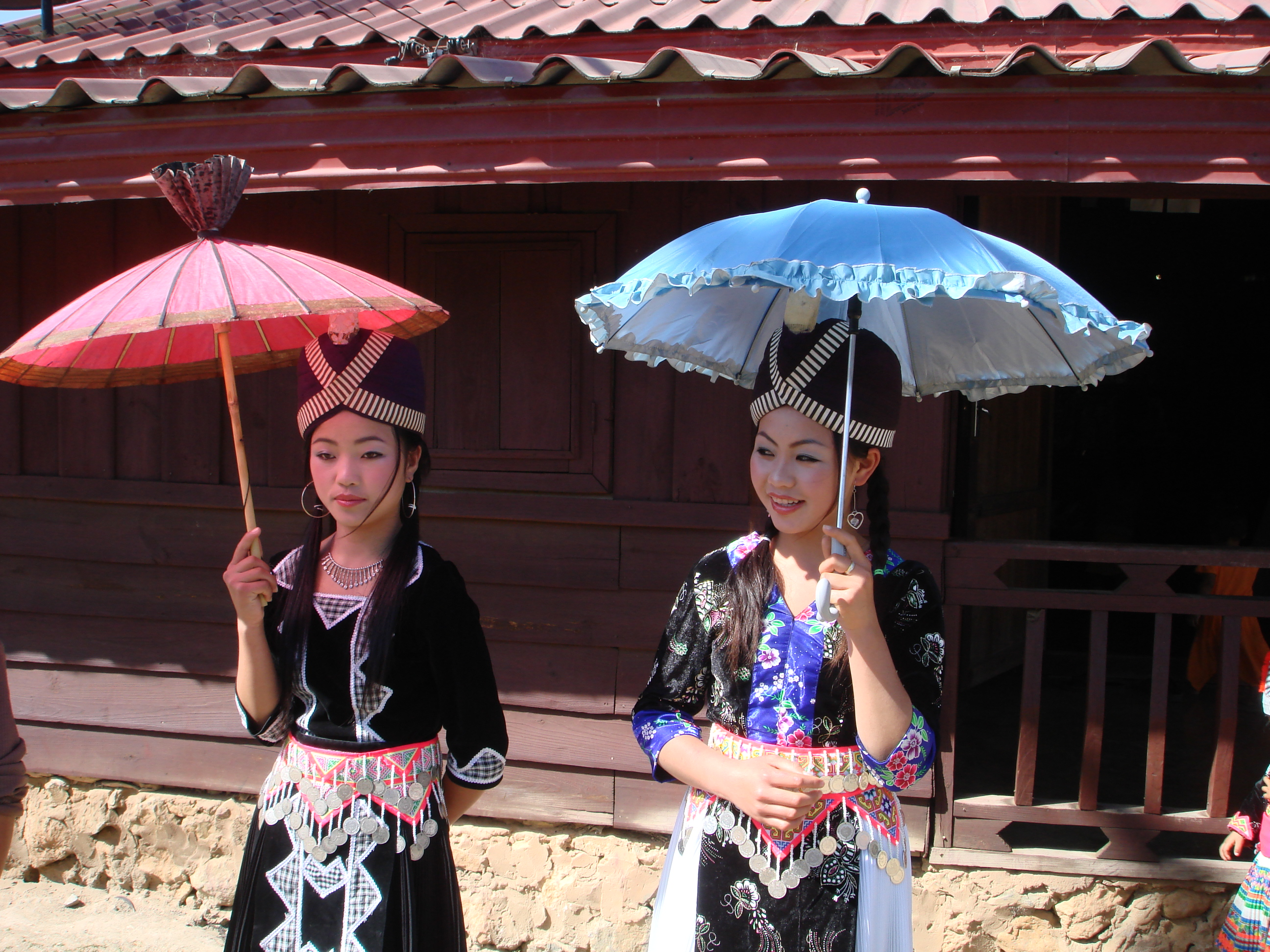
新年を祝うフモンの女性たち

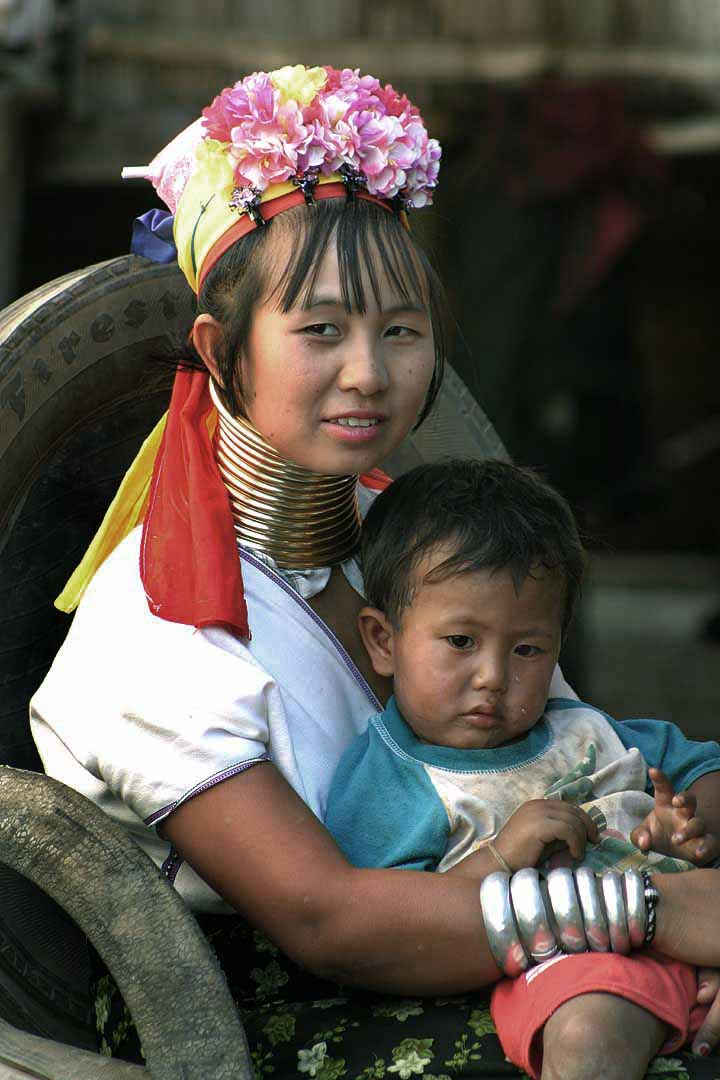
カレンの女性と子供

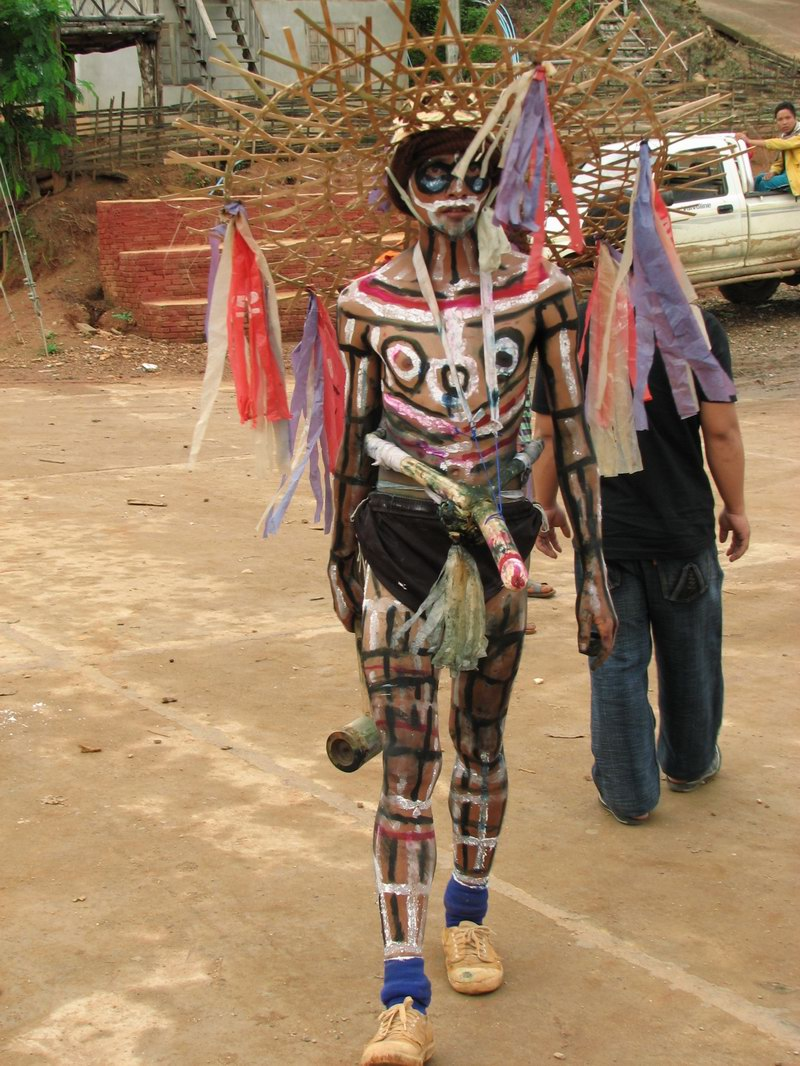
アカの祈祷師